# پریوش
پریوش (نام علمی: Catharanthus) نام یک سرده از تیره خرزهره‌ایان است.

## گونه‌ها
- کاتارانتوس لانسئوس پیچون Catharanthus lanceus
- گل پریوش Catharanthus roseus
- Catharanthus coriaceus
- Catharanthus longifolius
- Catharanthus ovalis
- Catharanthus pusillus
- Catharanthus scitulus
- Catharanthus trichophyllus